# Dicliptera garciae
Dicliptera garciae är en akantusväxtart som beskrevs av Emery Clarence Leonard. Dicliptera garciae ingår i släktet Dicliptera och familjen akantusväxter. Inga underarter finns listade i Catalogue of Life.